# 反恐怖主義監禁中心
反恐怖主義監禁中心（簡稱CECOT），是一座位於薩爾瓦多特科盧卡最高保安級別的監獄，於2022年底在政府大規模掃蕩幫派的背景下興建。這座監獄於2023年1月正式啟用，並在翌月開始關押囚犯。
截至2024年6月11日，CECOT已關押14532人。這座設施設計容量達40000人，是拉丁美洲最大的監獄，也是全球收容量最高的監獄之一。2025年3月，薩爾瓦多政府收押超過200名被當勞·特朗普第二屆政府指控為委內瑞拉幫派分子的遣返者。這座監獄亦多次出現在薩爾瓦多總統納伊布·布克萊發佈於社交媒體的影片中。
CECOT一直備受爭議，一方面因有效打擊幫派活動而獲得好評，另一方面則因涉嫌侵犯人權而遭到抨擊。不過，薩爾瓦多政府允許傳媒進入監獄採訪，展示其運作情況。

## 背景

### 薩爾瓦多幫派暴力
自1990年代起，薩爾瓦多街頭幫派勢力迅速崛起，原因是大批幫派成員在薩爾瓦多內戰結束後被美國遣返回國:6:64。當中規模最大的兩個幫派分別是Mara Salvatrucha（簡稱MS-13）和18th Street gang（又稱Barrio 18）；另外還有一些較小型幫派，包括La Maquina、Mao Mao和Mirada Loca。許多年輕薩爾瓦多人因在戰後得不到政府的關注與支援，成為這些幫派的招攬對象:64。截至2020年，全國約有60000名幫派分子，另有多達40萬名協助者:6。
這些幫派透過殺人、勒索、販毒及經營企業來擴大其財源和勢力範圍:6。他們甚至介入政治，在掌控的地區阻止政治人物進行選舉活動。有幫派頭目曾公開表示，他們具備左右選舉結果的能力。因幫派暴力猖獗，薩爾瓦多的謀殺率曾一度高據全球之冠:2， 其中2015年更創下每十萬人口有103宗兇殺案的紀錄，為當年全球最高:2。

### 反犯罪政策
1990至2000年代，多屆由民族主義共和聯盟執政的政府在薩爾瓦多推出多項嚴打幫派的政策。2003及2004年，當局先後推行「鐵腕」（Mano Dura）及「超鐵腕」（Super Mano Dura）行動，共拘捕約三萬名涉嫌為幫派成員的人士:65。
2012年，由法拉本多·馬蒂民族解放陣線領導的政府與薩爾瓦多天主教會及幫派達成停火協議，最初令全國謀殺案明顯減少；但至2014年，協議失效，兇殺率再次上升:61–62。2015年，薩爾瓦多最高法院正式將MS-13及Barrio 18定性為恐怖組織:7:65。
2019至2020年間，全國兇殺率下降幅度高達62%:19。總統納伊布·布克萊將此歸功於他的「領土控制計劃」，惟國際危機組織於2020年發表的報告指出，兩者之間並無因果關係:20。該組織反而認為兇殺案減少與「政府與幫派之間低調、非正式的共識」有關。不過，薩爾瓦多政府否認有任何協議。2021年12月，美國財政部指控布克萊政府曾與幫派進行秘密談判，以換取兇殺率下降；布克萊本人否認有關指控。

### 薩爾瓦多打黑
2022年3月25日至27日間，薩爾瓦多發生連串幫派殺人事件，導致87人死亡，其中3月26日單日死亡人數高達62人，是自1992年內戰結束以來該國最血腥的一日:59。佛羅里達國際大學研究總監何塞·米格爾·克魯茲指出，這波兇殺潮可能與政府與幫派之間的秘密停火協議破裂有關。
事件發生後，薩爾瓦多立法議會宣佈進入「例外狀態」，暫時凍結部分憲法保障，並賦予安全部門更大權力，進行大規模拘捕行動。接下來七個月內，當局共拘捕約55000名疑似幫派成員:60。因應羈押人數激增，總統布克萊宣佈興建新監獄反恐怖主義監禁中心（簡稱CECOT），以容納在行動中被捕人士，該設施可容納多達40000人。
CECOT由三間建築公司負責興建，分別是OMNI、DISA和Contratista General de América Latina, S.A. de C.V.，預算達1億美元。到了CECOT於2023年1月正式啟用時，薩爾瓦多政府累計已拘捕超過62000名疑似幫派分子。

## 監獄設施

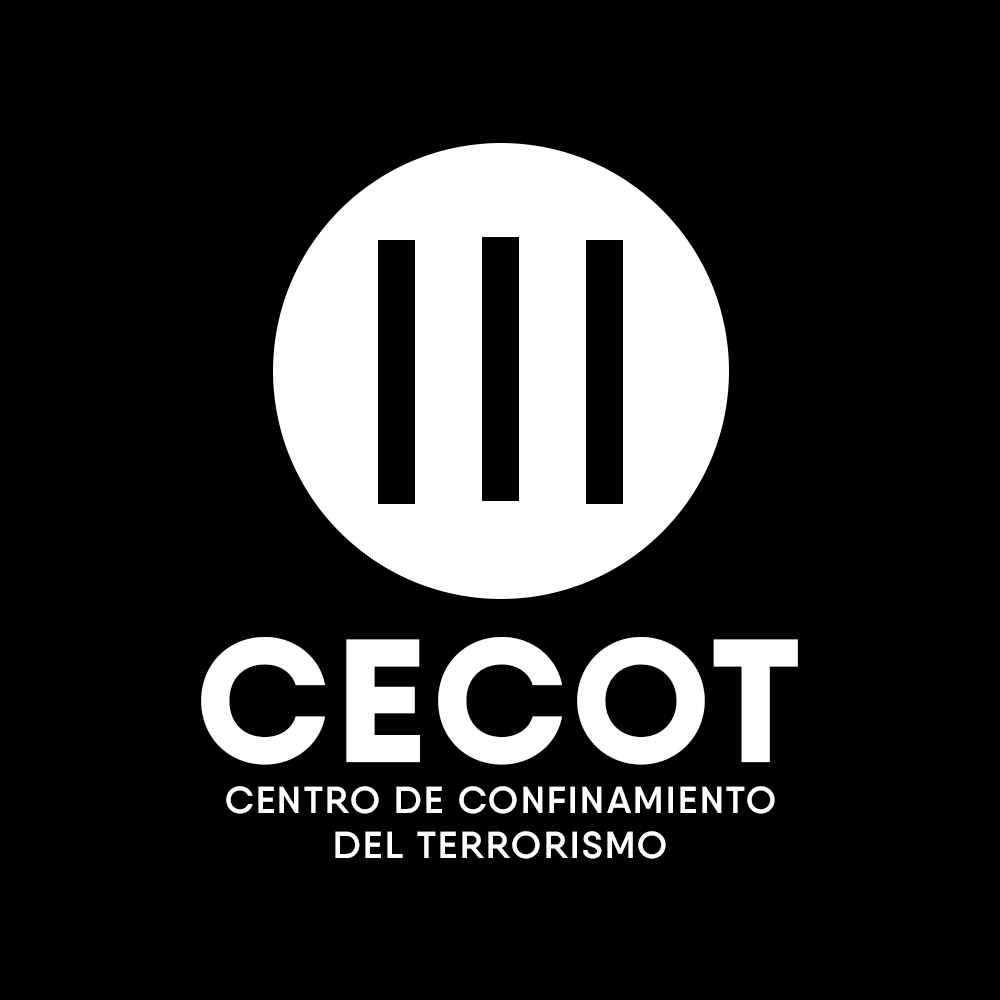
CECOT的標誌

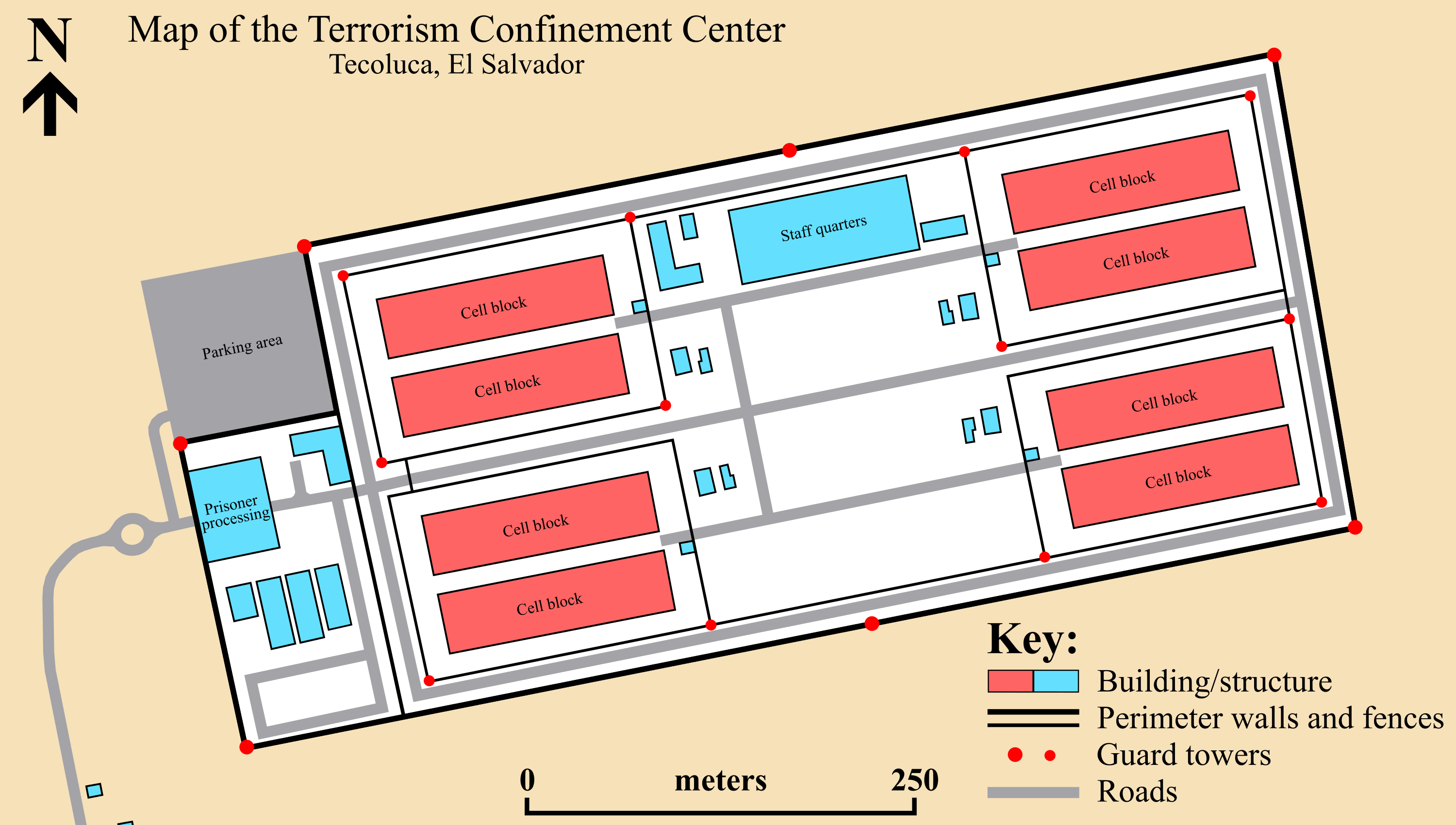
CECOT佈局圖

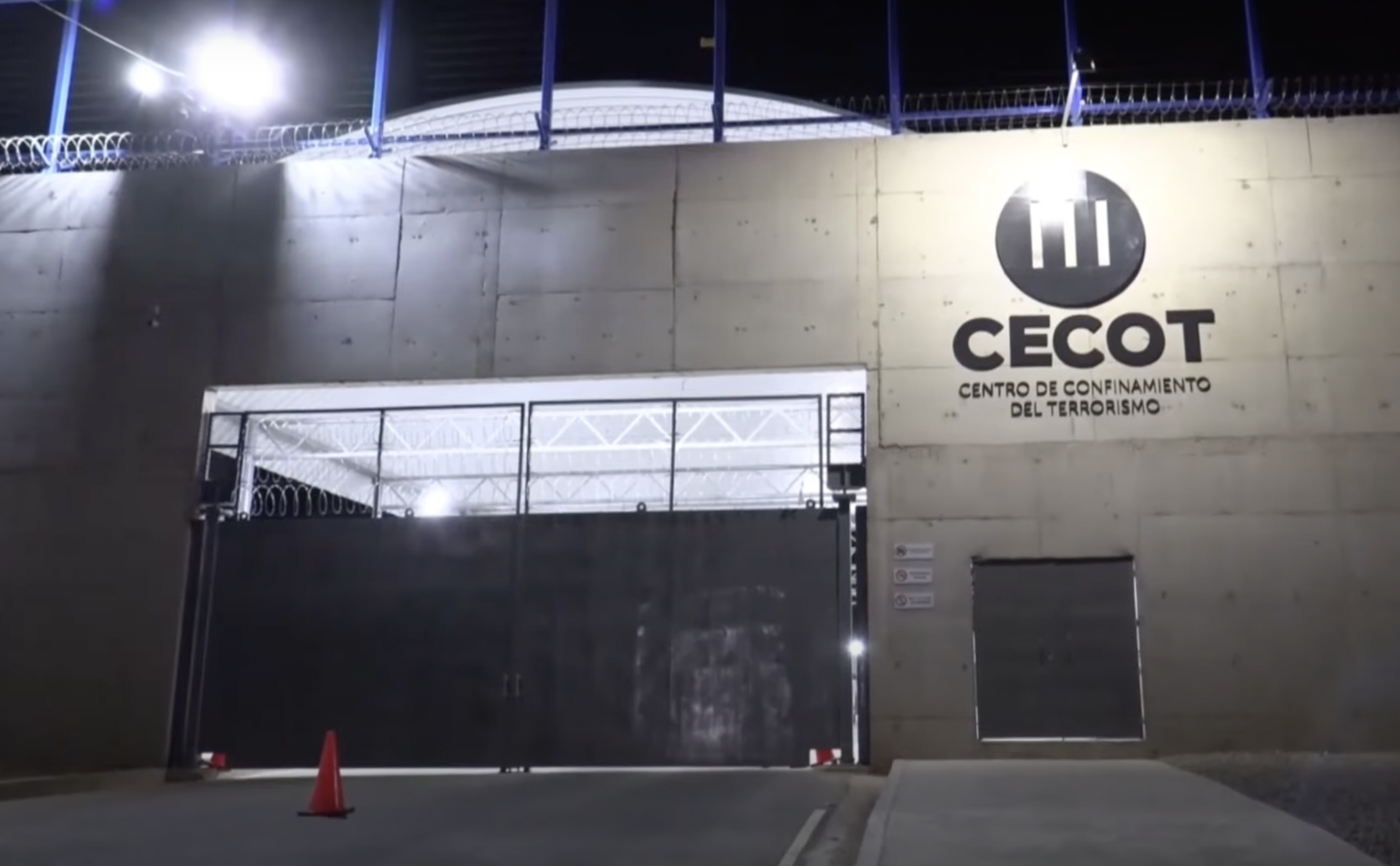
監獄正門

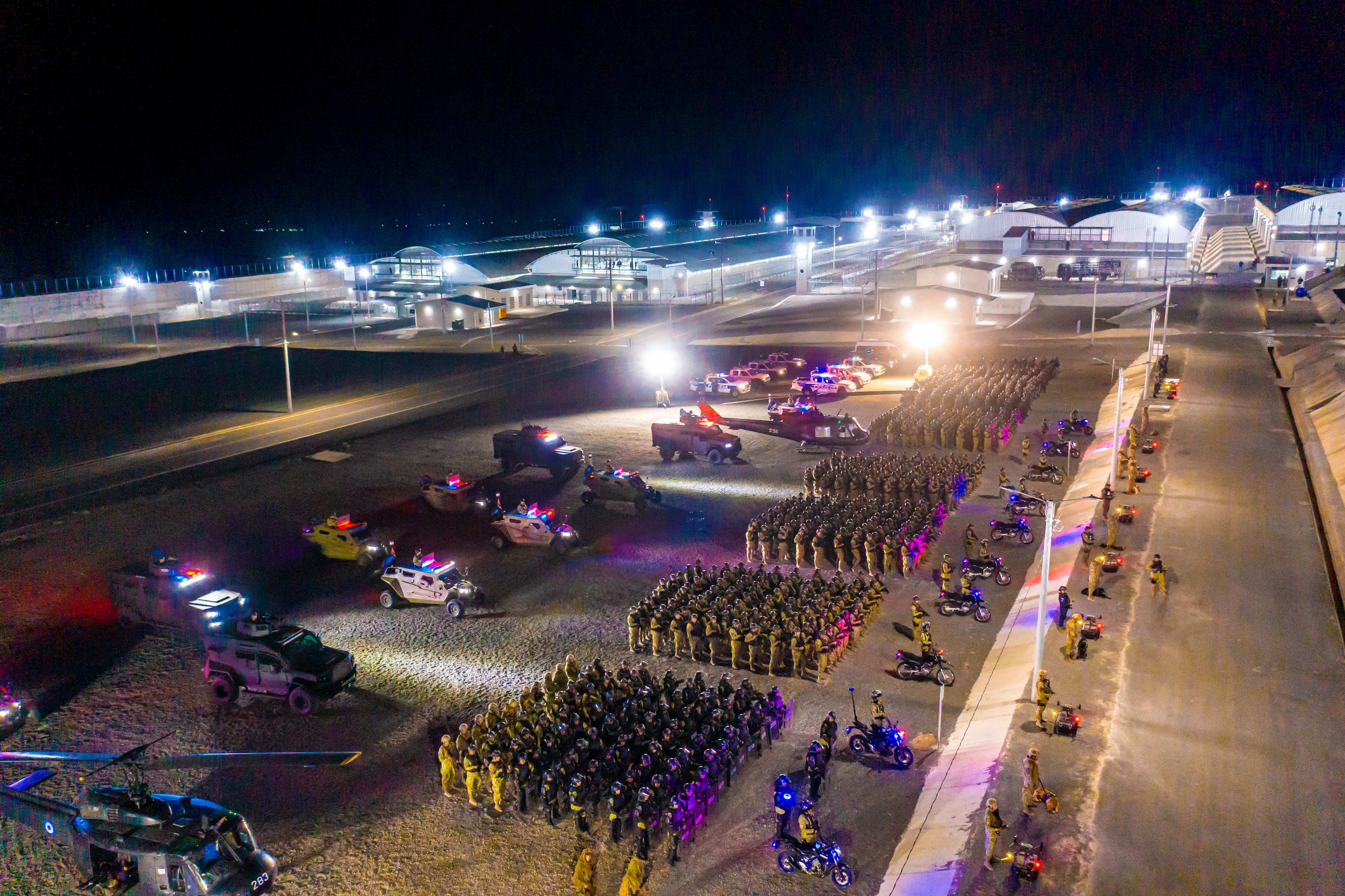
駐守監獄的軍警人員

CECOT位於聖維森特省偏遠地帶、欽瓊特佩克火山山腳的特科盧卡區，佔地23公頃（57英畝），薩爾瓦多政府亦負責監管周邊140公頃（350英畝）土地。監獄設有八個囚室區，總容量為40000人。囚室總面積為6英畝（2.4公頃），平均每名囚犯只有約0.6平方（6.5平方英尺）的活動空間。CECOT以高規格保安著稱，周邊設有19座瞭望塔，兩道高9-（30-英尺）、厚60-（24-英寸）並裝有帶刺鐵絲網的圍牆，另有兩層通電圍欄及碎石路面，能清晰聽見囚犯腳步聲。
監獄共設有256個囚室，每間平均關押156人。所有囚室配備四層鐵床但無床褥及床單，並設有兩個廁所及兩個洗手盆。燈光全天照明，無一刻關閉。每間囚室均配有兩本聖經，並由閉路電視及持槍獄警全天候監控。獨立囚禁設施最多可囚禁15日，僅設混凝土床、一個廁所及洗手盆；室內幾乎全黑，只有天花板上一個小孔可透入微弱光線。
CECOT配備600名士兵及250名警察駐守，現任監獄主管為貝拉米諾·加西亞。監獄亦為員工設有多項休閒設施，包括食堂、休息室及健身室。所有進入監獄者均須接受身體搜查及X光檢查。醫療人員常駐，並負責監獄內所有醫療協助工作。

## 囚犯
截至2024年6月11日，CECOT在囚人數達14532人。薩爾瓦多政府甚少公布該監獄的實際關押數字，自監獄啟用以來，相關資訊公開次數寥寥可數。2024年11月，監獄主管加西亞表示，該設施在囚人數約介乎10000人至20000人之間。至於被送往CECOT的準則亦未有明確定義，唯一可知的是監獄專門關押「具高層身份」的幫派成員。敵對幫派之間不作分隔。加西亞曾稱該處囚犯為「壞人中的壞人」。

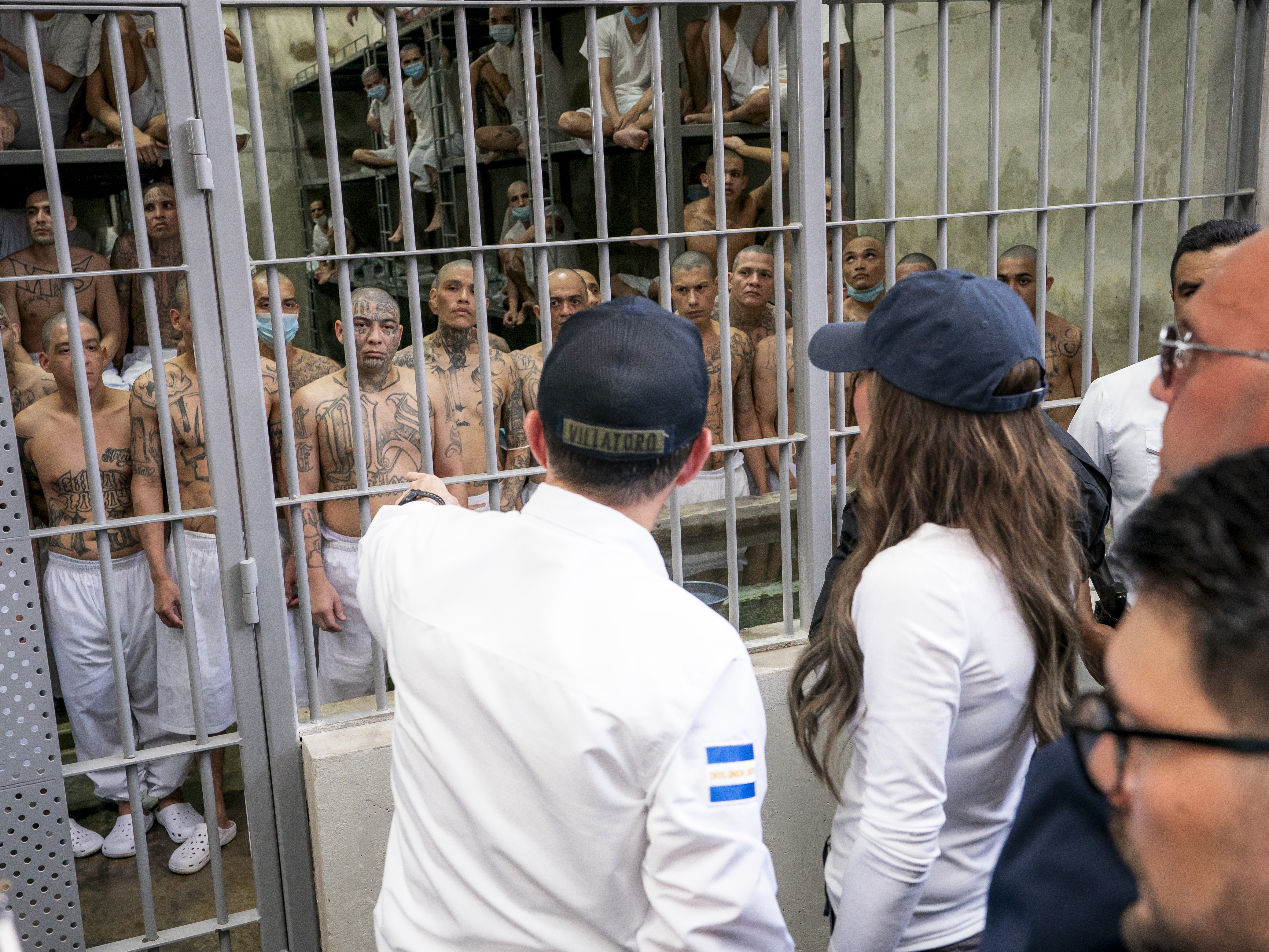
薩爾瓦多司法部長古斯塔沃·維拉托羅與美國國土安全部部長克里斯蒂·諾姆在CECOT的囚室內觀察囚犯

囚犯每日僅有30分鐘可離開囚室，期間可從事體能活動、研讀聖經、參與線上法庭聆訊，或被移送至獨立囚禁設施。他們不准接受教育、參與娛樂活動、探訪或通話。所提供膳食包括白飯、豆類、雞蛋與意大利粉，但不提供任何餐具，以防其被改造成武器。薩爾瓦多政府不打算釋放任何CECOT囚犯，司法與公共安全部部長古斯塔沃·維拉托羅亦曾明言，該監獄內的囚犯將「永遠無法重返社區」。他同時否定為該類囚犯提供任何更生計劃的可能性。

### 外籍囚犯羈押爭議
2025年2月3日，薩爾瓦多總統布克萊與美國國務卿馬可·魯比奧會晤期間，提出有償接受美國境內「危險罪犯」，並將其羈押於CECOT。魯比奧形容該建議為「全球最前所未有的移民協議」。
同年3月15日，美國政府宣佈，將遣返300名懷疑為阿拉瓜火車幫派成員的人士至薩爾瓦多，並無需審訊直接羈押於CECOT。是次行動以1798年《外國人與煽動叛亂法案》為依據。根據薩爾瓦多外交部指，美國特朗普政府將支付6百萬美元予薩爾瓦多，以換取對該批囚犯為期一年的羈押，「待美方決定其最終處置方式」。儘管美國哥倫比亞特區聯邦地區法院首席法官詹姆斯·博斯伯格頒令禁止遣返，但仍有238名阿拉瓜火車成員及23名MS-13成員被遣返。其中一班航機甚至於法庭頒令後仍然起飛，引發美方是否違抗司法命令的爭議。
根據《時代雜誌》報道，部分被遣返人士在辦理入監程序時曾遭到毆打及強行剃頭。CBS節目《60分鐘時事雜誌》調查指出，在被遣返的個案中，有179人從未被正式控罪，另有十多人曾涉謀殺、性侵、襲擊或綁架等罪行。
布克萊隨後在Twitter／X上發佈一段長達三分鐘的影片，展示囚犯抵達CECOT的畫面。委內瑞拉政府強烈譴責美國的遣返行動，委內瑞拉全國代表大會議長豪爾赫·羅德里格斯指出，政府「絕不會罷休……直到救回所有在薩爾瓦多被綁架的委內瑞拉人」。美國國務院一名匿名官員亦透露，擔心被遣返者在CECOT中可能會遭遇生命危險。
2025年3月21日，美國總統特朗普更建議，凡破壞特斯拉財產者，亦應被送往薩爾瓦多服刑。數日後，一宗針對遣返委內瑞拉人是否合法的訴訟，已提交至薩爾瓦多最高法院。
美國國土安全部長克里斯蒂·諾姆於2025年3月26日親赴CECOT視察，並公開警告美國境內非法移民，如不自動離境，將面臨被遣送至薩爾瓦多並關押於CECOT的後果。美方其後於3月31日再遣返17名涉嫌MS-13與阿拉瓜火車幫派成員，稱是次遣返依據常規移民法進行，並未引用《外國人與煽動叛亂法案》。至4月7日，美國最高法院正式撤銷博斯伯格的禁令，但規定遣返人士須先經法院聽證程序後，方可按《外國人與煽動叛亂法案》進行遣返。

## 媒體報導

### 薩爾瓦多政府

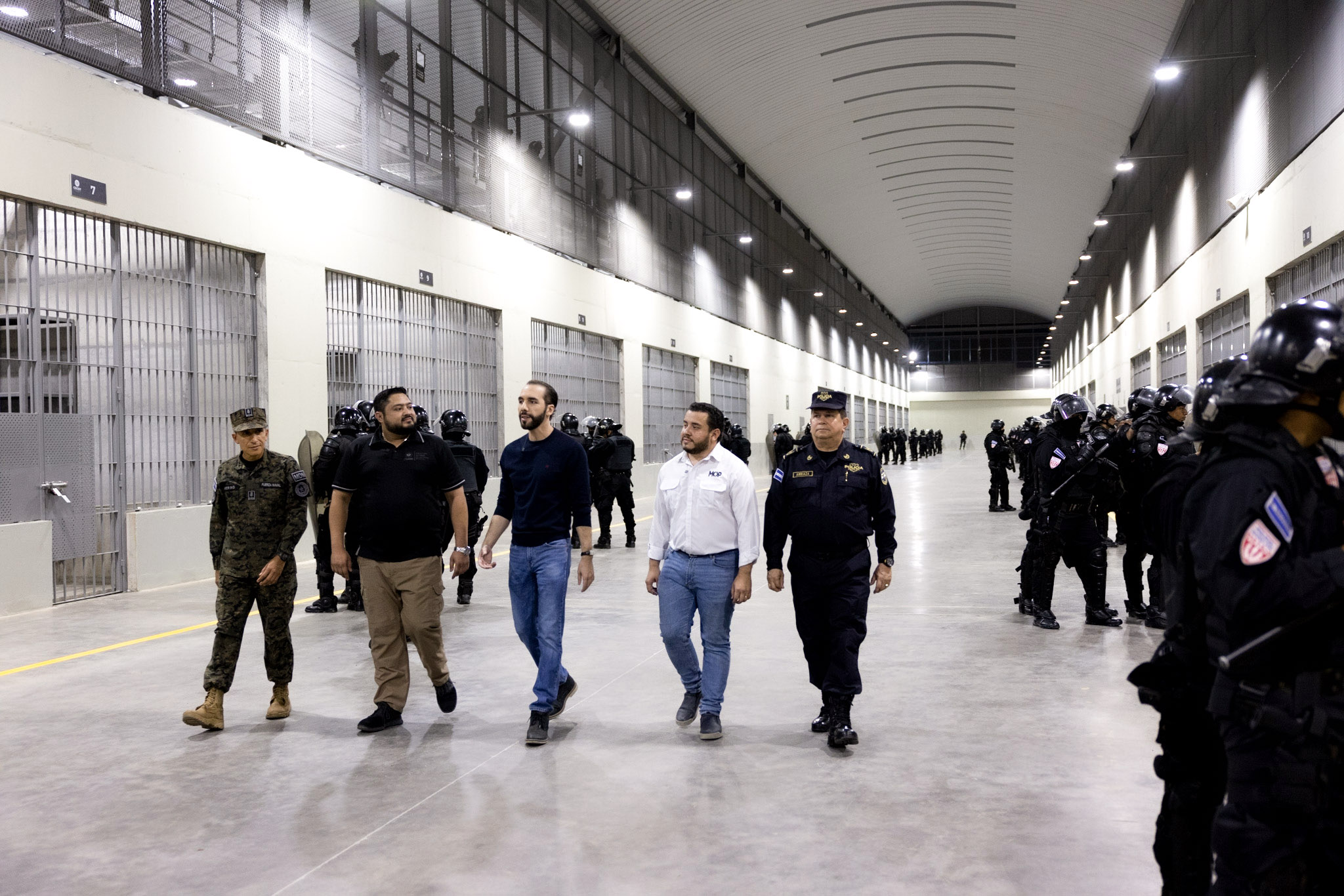
從左至右：國防部長雷內·梅里諾·蒙羅伊、監獄管理總署署長奧西里斯·盧納·梅薩、總統納伊布·布克萊、公共工程部長羅密歐·羅德里格斯與國家民警總監毛里西奧·阿里亞薩·奇卡斯，於2023年1月視察CECOT。

2023年2月1日，布克萊在Twitter／X發佈一段影片，內容為他本人與監獄管理總署總署長奧西里斯·盧納·梅薩、國家民警總監毛里西奧·阿里亞薩·奇卡斯、國防部長雷內·梅里諾·蒙羅伊與公共工程部長羅密歐·羅德里格斯在CECOT落成啟用前巡視設施。當月稍後，他又發佈另一段影片，顯示2000名囚犯全部剃光頭，只穿著白色健身短褲，被轉移至該監獄。布克萊亦曾為2023年3月、2024年6月與2025年3月的囚犯轉移發佈類似影片。
布克萊自行將CECOT標榜為「世界上最受批評的監獄」。司法部長維拉托羅則稱CECOT是「我們所建設過最大的正義紀念碑」。

### 國際媒體
CECOT首次囚犯轉移行動引起國際媒體廣泛關注，包括BBC、《紐約時報》與《華盛頓郵報》均有報導，不少網絡評論員亦對此議題發表意見。
美聯社記者馬科斯·阿萊曼形容CECOT是薩爾瓦多掃黑行動中的「皇冠瑰寶」；德國之聲西班牙語頻道記者瑪麗亞·桑塔塞西莉亞則稱該監獄是「布克萊鐵腕政策的象徵」；《國家報》的胡安·迭戈·克薩達更將其喻為「中美洲的惡魔島」。外媒亦常以「超級監獄」形容CECOT；路透社稱其「充滿爭議」、並以「環境嚴酷」著稱；CNN的麥可·里奧斯則指出，囚犯在面對獄警高聲命令「從現在起完全服從」時，神情明顯驚恐不安。美聯社更指出，布克萊已將「冷酷、嚴厲的監獄制度」作為其治安政策的招牌。來自MSNBC的克里斯多福·馬蒂亞斯及《大西洋月刊》的亞當·塞沃更將CECOT比作「古拉格」；哥倫比亞總統古斯塔沃·佩特羅亦直指該設施為一座「集中營」。
儘管備受爭議，薩爾瓦多政府仍主動向媒體開放CECOT，並容許參觀。2023年9月，哥倫比亞媒體Noticias Caracol成為首家進入監獄內部拍攝的媒體，其後包括BBC與CNN等國際媒體亦陸續獲准參觀。部分YouTuber同樣受邀進入拍攝。不過，監獄署署長加西亞表示，所有非政府組織均不得進入該設施。
2024年7月，美國聯邦眾議員馬特·蓋茨親自到訪CECOT，並將其形容為「薩爾瓦多的解決方案」。

## 侵犯人權指控
批評人士將薩爾瓦多的超級監獄CECOT稱為「人權黑洞」。BBC調查發現，該監獄並未遵守紅十字國際標準，即每名囚犯應享有至少3.4平方（37平方英尺）的活動空間；實際上，CECOT為每名囚犯提供的空間平均僅有0.6平方（6.5平方英尺）。美國賴克斯島監獄前監管官馬丁·霍恩表示，CECOT所聲稱的最多容納4萬名囚犯的規模「在任何情況下都超出可管理範圍」。監獄中床位嚴重不足；當BBC記者問及每間牢房的最大容納人數時，負責人加西亞回答：「可以塞進10個人的地方，就能塞20個」。愛默生學院的政治學者姆尼莎·蓋爾曼亦指出，CECOT存在「嚴重擁擠問題」及「食物供應品質低落」。
BBC亦報導指囚犯被剝奪戶外活動及與家人會面的權利，這違反多項國際人權準則。來自「依法程序基金會」的胡安·卡洛斯·桑切斯憂慮該監獄提供的食物品質不佳，並質疑該處同時關押已定罪犯人與仍在審理中的被告是否符合正當法律程序。他警告指出，囚犯可能會「身心皆病」、「帶著極大憤怒出獄」。
薩爾瓦多薩卡特科盧卡地方法官安東尼·奧杜蘭更稱，CECOT的拘禁條件已構成「酷刑」。來自人權組織Cristosal的法律顧問札伊拉·納瓦斯則表示，CECOT情況極難監督，「由於外界完全無法進入該監獄，裡頭的條件可能已經達到不人道、侮辱人格的程度」。
英國西敏大學人權研究學者道格·斯佩克特在《SAIS國際事務評論》撰文指出，CECOT的整體環境「遠遠未達囚犯人道待遇的國際標準」。
國際特赦組織曾警告，CECOT「可能構成人權威脅」，並認為這座監獄體現的是「大規模監禁的政治操作」。前聯合國防止酷刑小組委員會成員米格爾·薩雷更將CECOT形容為一座「鋼筋混凝土打造的深坑」，用來「不經正式死刑程序便將人永久隔絕」，他指出政府根本無意釋放其中的囚犯。
國際懲教與監獄協會設計委員會主席卡萬·阿普爾蓋特稱，CECOT的存在就是一種「將人集中關押的倉儲作業」。來自墨西哥經濟研究與教學中心的法學教授古斯塔沃·豐德維拉則批評，CECOT不過是「一項政治宣傳工程，完全符合典型的強硬刑罰民粹主義競選操作」。
面對外界對人權侵犯的質疑，加西亞在接受CNN採訪時回應：「外界對CECOT和人權問題有很多批評，但你們親眼看到我們做的一切——醫療支援、保障正當法律程序……整個體系都是以嚴格尊重人權為前提運作的」。
2023年9月12日，薩爾瓦多最高法院與立法議會通過一項規定，授權烏蘇盧坦和科胡特佩克的法院，即所謂「監督法院」，負責監察CECOT囚犯的人權狀況。

## 對拉美多國獄政政策的影響
2023年6月1日，薩爾瓦多總統布克萊宣佈，將在聖維森特省興建一座類似CECOT的新監獄，專門用來羈押白領犯罪者，作為其「反貪腐戰爭」的一環。這座監獄將命名為「反貪腐監禁中心」（Centro de Confinamiento de la Corrupción，簡稱CECOC）。
在布克萊模式的影響下，拉丁美洲多國的政界人士紛紛跟進，提出或推行類似的強硬治安政策，涵蓋國家包括智利、哥倫比亞、哥斯達黎加、危地馬拉、洪都拉斯、厄瓜多爾與秘魯。在2023年危地馬拉總統選舉前，全國希望聯盟候選人桑德拉·托雷斯承諾興建兩座巨型監獄，聲稱可「終結我國的兇殺、謀殺與勒索問題」；勇氣黨候選人祖里·里奧斯則承諾設立至少三座新監獄，並公開表示她「欽佩布克萊推動的公共安全政策」。
2024年1月，厄瓜多爾總統丹尼爾·諾沃亞宣布將仿效CECOT，興建兩座可容納各12000名囚犯的新監獄。同年6月，洪都拉斯總統希奧馬拉·卡斯特羅亦表示將設立一座可容納20000人的監獄，設計將以CECOT為參考。2025年4月，哥斯達黎加司法與和平部長傑拉爾德·坎波斯·巴爾韋德實地參觀CECOT後向記者表示，哥斯達黎加將「全面吸取其中的優良做法，並研究如何在我們的法律體系中落實這些經驗」。

## 伸延閱讀
- Bullock, Noah. . Foreign Policy. 2025-03-20  [2025-04-07] （英语）.
- Ioanes, Ellen. . Vox. 2023-03-05  [2023-03-15] （英语）.

## 外部鏈接
- . Reuters. 2025-02-06  [2025-03-18] （英语）.
- Pandey, Nikhil (编). . NDTV. 2024-06-13  [2024-06-13] （英语）.
- . Channel 12. 2023-02-03  [2023-03-23] （西班牙语）.
- Serrano, Gladys. . El País. El Salvador. 2024-02-07  [2024-02-15] （英语）.